# Гексахлороплатинат(IV) калия
Гексахлороплатинат(IV) калия — неорганическое соединение, комплексное соединение металла платины с формулой K2[PtCl6], светло-жёлтые кристаллы, плохо растворяется в воде.

## Получение
- Реакция хлорида платины(IV) с концентрированным раствором хлорида калия:

{\displaystyle {\mathsf {PtCl_{4}+2KCl\ {\xrightarrow {}}\ K_{2}[PtCl_{6}]}}}
- Реакция  тетрахлороплатината(II) калия с хлором:

{\displaystyle {\mathsf {K_{2}[PtCl_{4}]+Cl_{2}\ {\xrightarrow {}}\ K_{2}[PtCl_{6}]}}}
- Обменная реакция гексахлороплатината(IV) водорода:

{\displaystyle {\mathsf {H_{2}[PtCl_{6}]+2KCl\ {\xrightarrow {}}\ K_{2}[PtCl_{6}]\downarrow +2HCl}}}
- Реакция гексагидроксоплатината(IV) калия с соляной кислотой:

{\displaystyle {\mathsf {K_{2}[Pt(OH)_{6}]+6HCl\ {\xrightarrow {}}\ K_{2}[PtCl_{6}]\downarrow +6H_{2}O}}}

## Физические свойства
Гексахлороплатинат(IV) калия образует светло-жёлтые кристаллы кубической сингонии, параметры ячейки a = 0,9745 нм.
Плохо растворяется в холодной воде.

## Химические свойства
- Разлагается при нагревании:

{\displaystyle {\mathsf {K_{2}[PtCl_{6}]\ {\xrightarrow {250^{o}C}}\ PtCl_{4}+2KCl}}}
- Реагирует с разбавленными щелочами:

{\displaystyle {\mathsf {K_{2}[PtCl_{6}]+4KOH\ {\xrightarrow {}}\ PtO_{2}\downarrow +6KCl+2H_{2}O}}}
- Реагирует с концентрированными щелочами:

{\displaystyle {\mathsf {K_{2}[PtCl_{6}]+6KOH\ {\xrightarrow {100^{o}C}}\ K_{2}[Pt(OH)_{6}]\downarrow +6KCl}}}
- С концентрированным раствором аммиака реакция идёт иначе:

{\displaystyle {\mathsf {K_{2}[PtCl_{6}]+2(NH_{3}\cdot H_{2}O)\ {\xrightarrow {}}\ [Pt(NH_{3})_{2}Cl_{4}]\downarrow +2KCl+2H_{2}O}}}
- Реагирует с сероводородом:

{\displaystyle {\mathsf {K_{2}[PtCl_{6}]+2H_{2}S\ {\xrightarrow {}}\ PtS_{2}\downarrow +2KCl+4HCl}}}
- Восстанавливается водородом:

{\displaystyle {\mathsf {K_{2}[PtCl_{6}]+2H_{2}\ {\xrightarrow {}}\ Pt\downarrow +2KCl+4HCl}}}
- Восстанавливается платиновой чернью:

{\displaystyle {\mathsf {K_{2}[PtCl_{6}]+Pt+2KCl\ {\xrightarrow {}}\ 2K_{2}[PtCl_{4}]}}}
- Реагирует с концентрированным раствором цианистого калия:

{\displaystyle {\mathsf {K_{2}[PtCl_{6}]+6KCN\ {\xrightarrow {0^{o}C}}\ K_{2}[Pt(CN)_{6}]\downarrow +6KCl}}}

## Применение в органическом синтезе
- K2[PtCl6] был успешно использован в качестве катализатора в синтезе 1,4-дийодбута-1,3-диена из карбида кальция [1].